# Бютнер, Эрих
Э́рих Бю́тнер (нем. Erich Büttner; 7 октября 1889, Берлин — 7 сентября 1936, Фрайбург в Брайсгау) — немецкий художник экспрессионист, участник Берлинского сецессиона, наиболее активный в период до и после Первой мировой войны.

## Факты биографии
Эрих Бютнер вырос в берлинском районе Кройцберг и сначала обучался мастерству в области художественного стекла. С 1906 по 1911 годы он штудирует живопись, графику и книжное иллюстрирование под руководством художника-портретиста Эмиля Орлика в учебном заведении при Музее декоративно-прикладного искусства в Берлине.
Был членом Немецкого союза художников, а с 1908 года Бютнер входил в состав Берлинского сецессиона и принимал участие в групповых выставках этого объединения художников.
В 1913 году прошла первая персональная выставка Бюттнера в берлинской галерее «Гурлитт». Главный творческий период художник пришёлся на 1920-е годы. В возрасте 47 лет Бюттнер скончался во Фрайбурге в 1936 году.
В 1928 году Эрих Бюттнер участвовал в конкурсе искусств по живописи во время летних Олимпийских играх 1928 года в Амстердаме, но наград не завоевал. Он представил на художественной выставке три свои картины: «Спортивная площадка клуба BSC» (фр. Terrain de sport du BSC), «Соревнования по теннису в Херингсдорфе»  (фр. Concours de tennis à Heringsdorf), «Соревнования по теннису в Грюневальде» (фр. Concours de tennis à Grünewald).

## Творчество
Живописные и графические работы Бюттнера отмечены характерной для экспрессионизма динамикой цвета и формы, в выборе сюжетов он акцентирует внимание на портретах. В 20-е годы Бюттнер создал целую портретную серию своих друзей и коллег художников Ловиса Коринта, Георга Гросса, Арно Хольца und Генриха Цилле, а также учёных, например, портрет Альберта Эйнштейна 1920 года.
Несмотря на короткий период творчества, Бюттнер создал немало произведений, которые притягательны для музеев и частных коллекций. Их можно увидеть в собрании Фонда прусского культурного наследия, в ведомстве по культуре Кройцберга, в Музее искусств Лос-Анджелеса. Портрет Генриха Цилле кисти Эриха Бютнера экспонируется в Бранденбургском музее Берлина.

## Галерея

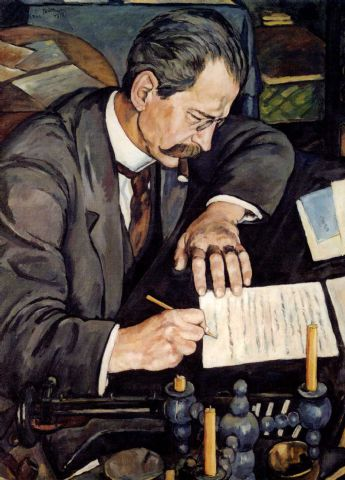
Портрет Арно Хольца, (1916)
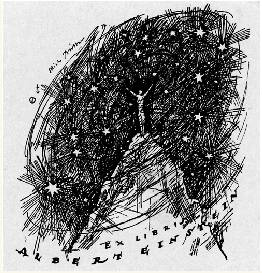
Альберт Эйнштейн, (1917)
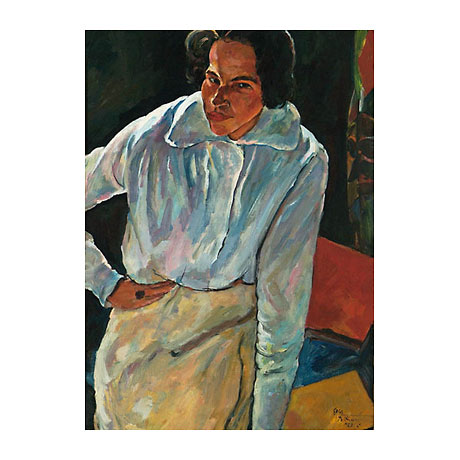
Женский портрет, (1920)
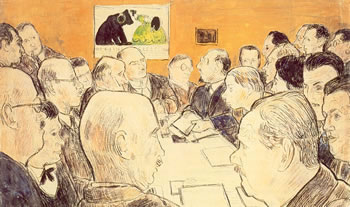
Заседание Сецессиона, (1921)
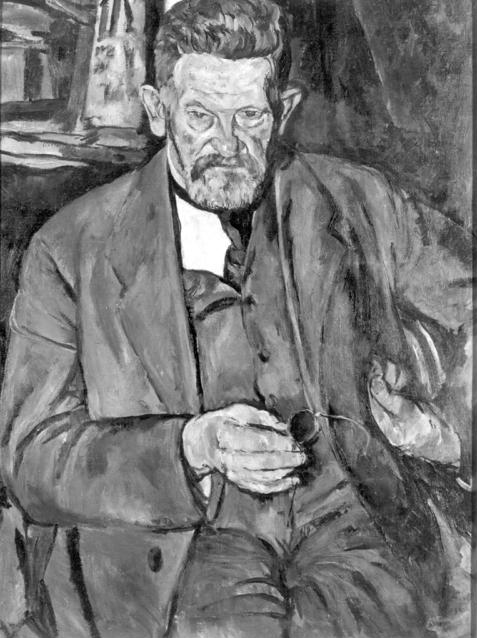
Портрет Генриха Цилле (1923)
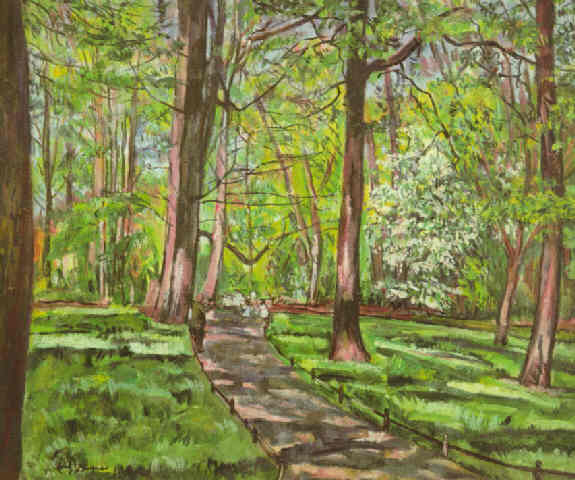
В Тиргартене с фотографами, (1928)
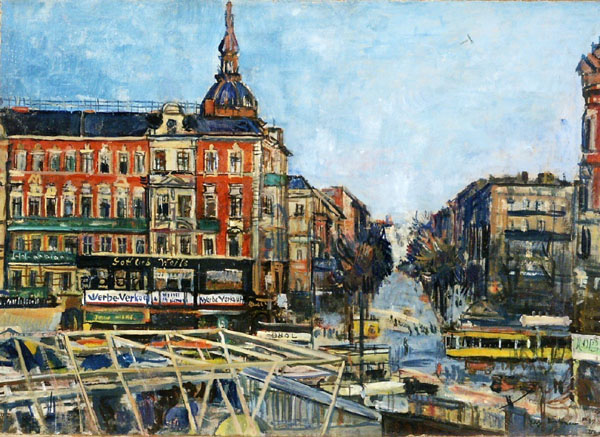
Уличная сцена в Шёнеберге, (1929)
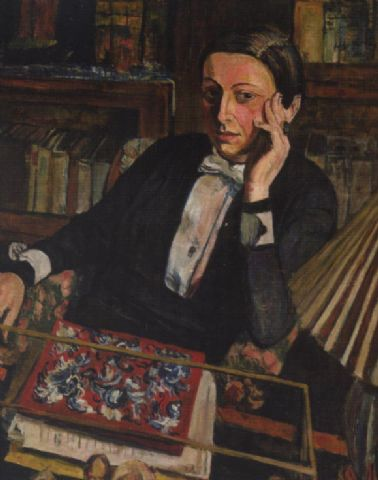
Портрет Габриэле Эстерхардт (1931)